# Ďurďové
Ďurďové (Hongaars: Gergőfalva) is een Slowaakse gemeente in de regio Trenčín, en maakt deel uit van het district Považská Bystrica.
Ďurďové telt 155 inwoners.